# Agyaras csőröscet
Az agyaras csőröscet vagy kapocsfogú csőröscet (Mesoplodon layardii) az emlősök (Mammalia) osztályának párosujjú patások (Artiodactyla) rendjébe, ezen belül a csőröscetfélék (Ziphiidae) családjába tartozó faj.

## Előfordulása
A déli félteke hideg mérsékelt övi mély vizeiben él. A leggyakoribb Mesoplondon-faj a déli féltekén.

## Megjelenése
Az egyik legnagyobb csőröscet. Testhossza 5-6,2 méter, tömege 1-3 tonna.
A hím könnyen azonosíthatók két rendkívüli foguk alapján. Az idős hímeknek ezek a fogak néha 30 centiméteresre vagy még hosszabbra is megnőnek és középen összeérnek, akadályozva a száj nagyra nyitásában. A nőstény fogai nem törnek elő az ínyből, a fiatal hímeké pedig kisebb és inkább háromszög alakúak. Az agyaras csőröscet fején fekete, maszkszerű mintázat van, lejtős homlokán kicsi homlokzsírpárna található. Arcorra hosszú és keskeny, mellúszói a testméretéhez képest kicsik.

## Életmódja
Ritkán látható a tengerben, mivel távolról alig észrevehető, hajóval vagy csónakkal pedig nehéz, megközelíteni. Csendes, napos időben a felszínen sütkérezhet.